# Camilo Ponce Enríquez (kanton)
Camilo Ponce Enríquez – kanton w Ekwadorze, w prowincji Azuay. Stolicą kantonu jest Camilo Ponce Enríquez.